# Andy Burton (homme politique)
Pour les articles homonymes, voir Andy Burton et Burton.
Andy Burton (né le 7 juillet 1942) est un homme politique canadien de la Colombie-Britannique. Il est député fédéral réformiste et allianciste de la circonscription britanno-colombienne de Skeena de 2000 à 2004. 

## Biographie
Né à Marrdgate dans le Yorkshire en Angleterre, Burton immigre avec sa famille au Canada en 1952 à l'âge de 10 ans. Il grandit à Prince George et tôt durant les années 1960, il travaille dans l'arpentage autoroutier et comme gestionnaire chez Shell. Il travaille ensuite dans sa propre entreprise dès 1964.
Durant les années 1970, Burton entre en politique en siégeant au conseil de la ville de Stewart pendant 24 ans, dont six ans comme maire. Il tente d'être élu député provincial d'Atlin sous l'étiquette créditiste lors de l'élection de 1986 (en), mais est défait par le néo-démocrate Larry Guno.
Lié au Parti réformiste à partir de sa fondation en 1987, il tente sans succès d'être élu avec la branche provinciale (en) lors de l'élection provinciale de 1996 dans Skeena. Il continue ensuite avec l'Alliance canadienne. Élu en 2000, il siège à la Chambre des communes du Canada pendant un seul mandat en raison de sa défaite en 2004.
En juin 2001, il fait partie de la douzaine de députés exclus du caucus allianciste en raison de leurs critiques du leadership du chef Stockwell Day. Alors député allianciste indépendant, il est réintroduit dans le caucus en septembre après avoir accepté de réfuter ses critiques avec quatre autres députés. Les huit autres députés forment ensuite le Caucus démocratique représentatif.
Burton est conservateur social, opposé au mouvement pro-choix et au mariage homosexuel.
En novembre 2006, il est élu conseiller municipal de Burns Lake lors d'une élection partielle.